# Бердыново
Бердыново (укр. Бердинове) — село, относится к Ширяевскому району Одесской области Украины. Расположено на реке Средний Куяльник.
Основано в 1859 году переселенцами с Волыни и Подолии в качестве еврейской земледельческой колонии Тираспольского уезда Херсонской губернии, на левой стороне реки Средний Куяльник. Последняя из еврейских колоний, основанных в Новороссии.
В 1885 году в колонии проживало 394 человек. В начале XX века в Бердыново были синагога, хедер и начальная школа. К 1916 население сократилось до 338 человек. В период Первой мировой и Гражданской войн многие хозяйства разорились. В 1922, во время голода, с помощью АРА была открыта бесплатная столовая для 54 голодающих детей. С помощью Джойнта колония была восстановлена. В 1924 году в колонии проживало 446 человек. В 1929-37 действовал Бердыновский еврейский национальный сельсовет. В 1929 в Бердыново был создан колхоз имени «50-летия Сталина», достижения которого в овцеводстве и коневодстве демонстрировались на Всесоюзной сельскохозяйственной выставке в Москве. В 1931 году числилось населения — 329 человек. После фашистской оккупации колонии, в сентябре 1941 года, было расстреляно 43 жителя-еврея, оставшихся в селе.
Население по переписи 2001 года составляло 215 человек. Почтовый индекс — 66850. Телефонный код — 4858. Занимает площадь 0,74 км². Код КОАТУУ — 5125484402.

## Местный совет
66850, Одесская обл., Ширяевский р-н, с. Орджоникидзе, ул. Центральная, 9